# Libuše Veselá
Libuše Veselá, född Friedrichová 3 oktober 1900 i Nový Bydžov, död 12 augusti 1973 i Svojšín, var en tjeckisk konståkerska som deltog i Olympiska spelen i Sankt Moritz 1928 i par tillsammans med Vojtěch Veselý. De kom på tolfte plats.